# Commeny (Commeny)
Commeny ist eine ehemalige französische Gemeinde mit 502 Einwohnern (Stand: 1. Januar 2021) im Département Val-d’Oise in der Region Île-de-France. Sie gehörte zum Arrondissement Pontoise. Die Bewohner werden Commenois und Commenoises genannt.
Der Erlass des Präfekten vom 13. Juli 2023 legte mit Wirkung zum 1. Januar 2024 die Eingliederung von Commeny ohne Status einer Commune déléguée zusammen mit der früheren Gemeinde Gouzangrez zur neuen Commune nouvelle Commeny fest.

## Geografie
Commeny liegt in einer Höhe von circa 110 m etwa 45 Kilometer nordwestlich des Stadtzentrums von Paris und etwa 18 Kilometer nordwestlich von Pontoise in der Landschaft des Vexin nahe der Grenze zur Normandie. Das Ortsgebiet gehört zum Regionalen Naturpark Vexin français. Commeny liegt im Einzugsgebiet der Seine. Der Couleuvre, ein Nebenfluss der Viosne entspringt auf dem Ortsgebiet.
Umgeben wird Commeny von den Nachbargemeinden und dem Ortsteil der Commune nouvelle:
|                | Le Bellay-en-Vexin                          |                                  |
| Cléry-en-Vexin | Kompassrose, die auf Nachbargemeinden zeigt | Moussy                           |
| Guiry-en-Vexin | Avernes                                     | Le Perchay Gouzangrez (Ortsteil) |

## Geschichte
Die Römerstraße Chaussée Jules César von Lutetia (Paris) nach Rotomagus (Rouen) bzw. nach Juliobona (Lillebonne) führte in der Antike durch Commeny. Aus dem Hochmittelalter (1085) stammt der älteste überlieferte Ortsname (Cumencio); in einer Urkunde des Jahres 1170 wird vermeldet, dass die Abtei Saint-Martin de Pontoise in Commeny Grundbesitz hatte. Um das Jahr 1200 entstand die erste nachweisbare Kirche des Ortes, die im 16. Jahrhundert erweitert wurde.

## Bevölkerungsentwicklung
| Commeny: Einwohnerzahlen von 1793 bis 2021                                                                                 | Commeny: Einwohnerzahlen von 1793 bis 2021 | Commeny: Einwohnerzahlen von 1793 bis 2021 | Commeny: Einwohnerzahlen von 1793 bis 2021 | Commeny: Einwohnerzahlen von 1793 bis 2021 |
| --- | ------------------------------------------ | ------------------------------------------ | ------------------------------------------ | ------------------------------------------ |
| Jahr |                                            |                                            |                                            | Einwohner                                  |
| 1793 | 1793                                       |                                            | 326                                        | 326                                        |
| 1800 | 1800                                       |                                            | 257                                        | 257                                        |
| 1806 | 1806                                       |                                            | 288                                        | 288                                        |
| 1821 | 1821                                       |                                            | 312                                        | 312                                        |
| 1831 | 1831                                       |                                            | 315                                        | 315                                        |
| 1836 | 1836                                       |                                            | 314                                        | 314                                        |
| 1841 | 1841                                       |                                            | 317                                        | 317                                        |
| 1846 | 1846                                       |                                            | 325                                        | 325                                        |
| 1851 | 1851                                       |                                            | 313                                        | 313                                        |
| 1856 | 1856                                       |                                            | 316                                        | 316                                        |
| 1861 | 1861                                       |                                            | 297                                        | 297                                        |
| 1866 | 1866                                       |                                            | 290                                        | 290                                        |
| 1872 | 1872                                       |                                            | 288                                        | 288                                        |
| 1876 | 1876                                       |                                            | 282                                        | 282                                        |
| 1881 | 1881                                       |                                            | 274                                        | 274                                        |
| 1886 | 1886                                       |                                            | 273                                        | 273                                        |
| 1891 | 1891                                       |                                            | 270                                        | 270                                        |
| 1896 | 1896                                       |                                            | 283                                        | 283                                        |
| 1901 | 1901                                       |                                            | 273                                        | 273                                        |
| 1906 | 1906                                       |                                            | 278                                        | 278                                        |
| 1911 | 1911                                       |                                            | 235                                        | 235                                        |
| 1921 | 1921                                       |                                            | 174                                        | 174                                        |
| 1926 | 1926                                       |                                            | 230                                        | 230                                        |
| 1931 | 1931                                       |                                            | 228                                        | 228                                        |
| 1936 | 1936                                       |                                            | 239                                        | 239                                        |
| 1946 | 1946                                       |                                            | 242                                        | 242                                        |
| 1954 | 1954                                       |                                            | 211                                        | 211                                        |
| 1962 | 1962                                       |                                            | 227                                        | 227                                        |
| 1968 | 1968                                       |                                            | 223                                        | 223                                        |
| 1975 | 1975                                       |                                            | 227                                        | 227                                        |
| 1982 | 1982                                       |                                            | 293                                        | 293                                        |
| 1990 | 1990                                       |                                            | 352                                        | 352                                        |
| 1999 | 1999                                       |                                            | 375                                        | 375                                        |
| 2006 | 2006                                       |                                            | 374                                        | 374                                        |
| 2013 | 2013                                       |                                            | 413                                        | 413                                        |
| 2021 | 2021                                       |                                            | 502                                        | 502                                        |
| Quelle(n): EHESS/Cassini bis 1999, INSEE ab 2006 Anmerkung(en): Ab 1962 offizielle Zahlen ohne Einwohner mit Zweitwohnsitz |                                            |                                            |                                            |                                            |

Die zunehmende Mechanisierung der Landwirtschaft hatte nur geringe Auswirkungen auf die Einwohnerzahl von Commeny. Wegen der relativen Nähe zum Großraum Paris und den auf dem Lande deutlich niedrigeren Immobilienpreisen sind die Bevölkerungszahlen in den letzten Jahrzehnten wieder leicht angestiegen.

## Sehenswürdigkeiten

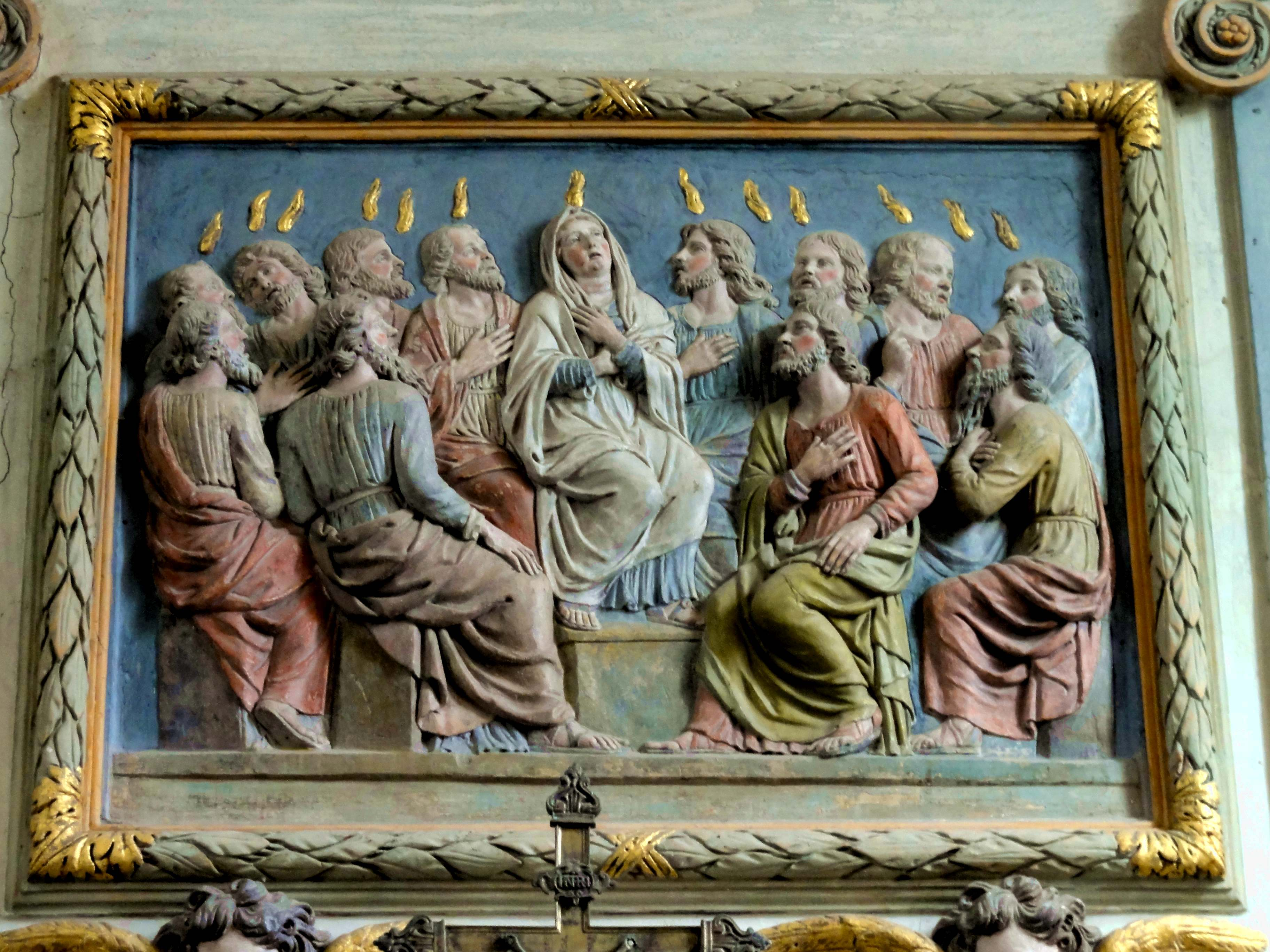
Relief des Pfingstwunders

- Die ursprünglich einschiffige Pfarrkirche Saint-Martin wurde um das Jahr 1200 erbaut. In der Zeit des Hundertjährigen Krieges (1337–1453) wurde sie beschädigt und zu Beginn des 16. Jahrhunderts entschied man sich für den Abriss der ehemaligen Außenwände und die Hinzufügung von zwei Seitenschiffen. Der Glockenturm stammt aus dem 17. Jahrhundert, wurde aber im 19. Jahrhundert weitgehend abgerissen und erneuert. Der Kirchenbau ist seit dem Jahr 1926 als Monument historique eingeschrieben.[6] Er birgt zahlreiche Ausstattungsgegenstände, die in der Base Palissy gelistet sind, darunter eine große Anzahl, die als Monument historique der beweglichen Objekte klassifiziert sind. Das rippengewölbte Innere birgt mehrere Statuen, zwei Tafelbilder auf Altarretabeln aus dem 15. Jahrhundert sowie ein Altarrelief mit der Darstellung des Pfingstwunders.
- Die Ferme Saint-Jacques (oder auch Ferme des Maillochins) ist ein alter Gutshof mit Scheune, Taubenhaus etc.; sie gehörte früher der in den Revolutionsjahren bis auf den mächtigen Glockenturm zerstörten Église Saint-Jacques-de-la-Boucherie in Paris.
- Im Ort gibt es ein Brotmuseum (Maison du pain) als Écomusée ausgestaltet.